# Oleksandr Safronov
Oleksandr Oleksandrovyč Safronov (in ucraino Олександр Олександрович Сафронов?; Zaporižžja, 11 giugno 1999) è un calciatore ucraino, difensore dello Zalaegerszeg.

## Caratteristiche tecniche
È un difensore centrale.

## Carriera

### Club
Ha giocato nella prima divisione ucraina ed in quella estone. Nel 2021 firma per la squadra del Desna Černihiv. Nel 2022 firma per la squadra del Zalaegerszegi nel campionato ungherese. Con la squadra ungherese vince la Magyar Kupa nella stagione 2022-2023.

### Nazionale
Ha giocato nelle nazionali giovanili ucraine Under-18 ed Under-19.
Con la nazionale Under-20 ucraina ha preso parte al campionato mondiale di calcio Under-20 2019, vinto dall'Ucraina.

## Palmarès

### Club

#### Competizioni nazionali
- Coppa d'Ungheria: 1

Zalaegerszeg: 2022-2023

### Nazionale
- Campionato mondiale Under-20: 1

Polonia 2019